# 간킴용

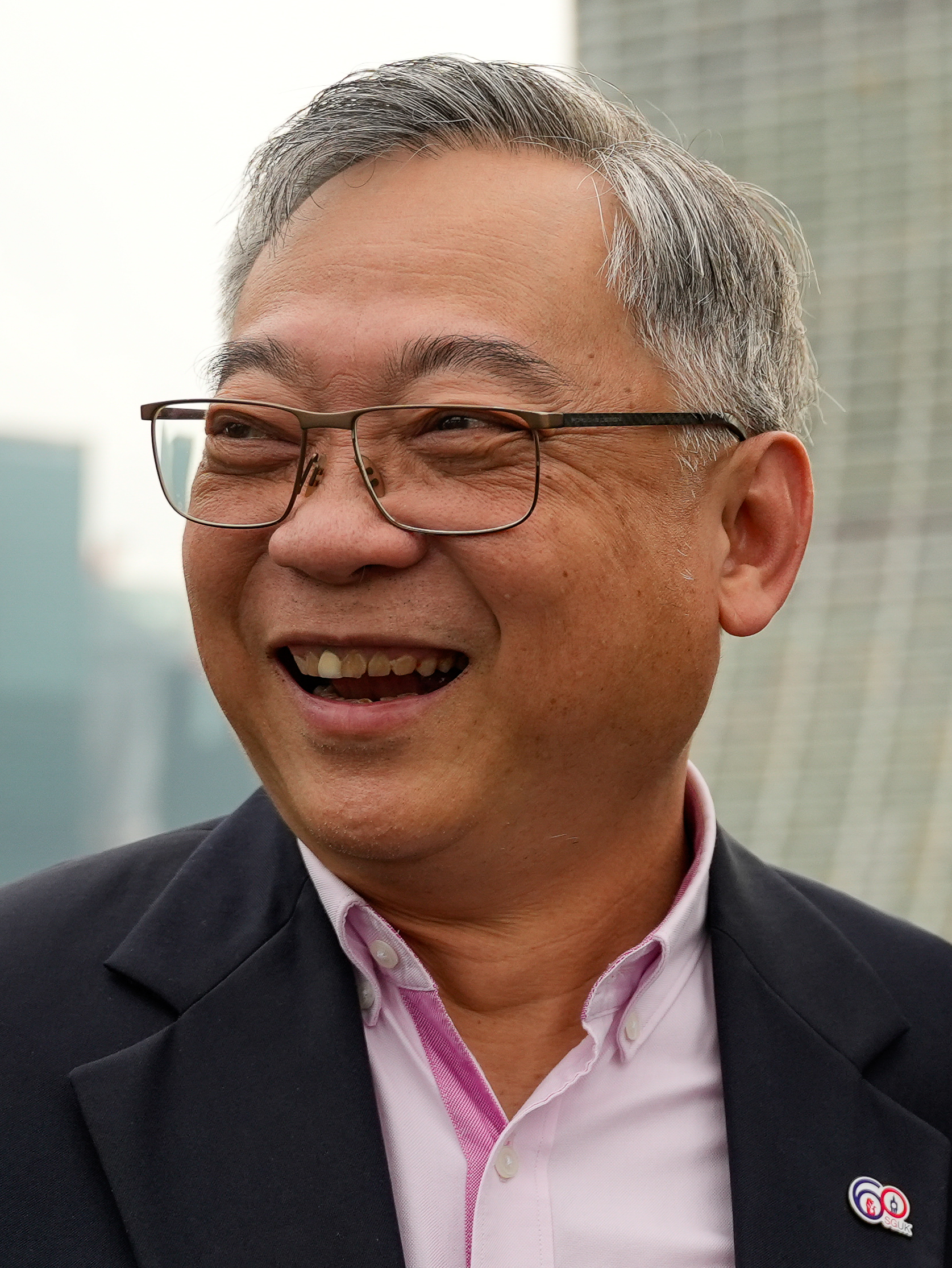
(2025)

간킴용(영어: Gan Kim Yong, 1959년 2월 9일 ~ )은 싱가포르의 정치인이다.
집권 인민행동당(PAP) 소속으로, 2008년부터 2011년까지 인력부 장관을 역임했다. 2001년부터 2006년까지 홀랜드-부킷판장 집선구 국회의원을 지냈으며, 2006년 이래 추아추캉 집선구 국회의원을 지내고 있는 주이다.
카우분완의 사임 이후 2018년 11월 23일 인민행동당의 새 총재로 선출되었다. 현재는 보건부 장관직을 지내고 있는 중이다.